# Kairana
Kairana is een stad en gemeente in het district Shamli van de Indiase staat Uttar Pradesh. De stad ligt ruim 85 kilometer ten noorden van de metropool Delhi. Ten westen van Kairana stroomt de Yamuna.

## Demografie
Volgens de Indiase volkstelling van 2001 wonen er 73.046 mensen in Kairana, waarvan 53% mannelijk en 47% vrouwelijk is. De plaats heeft een alfabetiseringsgraad van 29%.